# 奈良自動車学校

株式会社奈良自動車学校（ならじどうしゃがっこう）は、奈良県奈良市にある公安委員会指定自動車教習所を運営する企業。1958年（昭和33年）に各種学校として認可された教育機関である。
奈良市内の自動車教習所としては最大の面積であり二輪車専用のコースが設置されている。中型自動車免許が新設されるまでは大型一種免許の取得も可能であった。現在では、ドローン講習も行っており専用建屋も存在。なお、奈良自動車学校商事部ではガソリンスタンドなども経営している。また、マスオ商事、マスオ綜合事務管理センターとともにマスオグループに属している。

## 事業所
- 奈良自動車学校 - 奈良県奈良市西大寺竜王町2-2-1
- 奈良自動車学校ドローンスクール - 奈良県奈良市大安寺町536-1
- マスオ商事部本部 - 奈良県奈良市三条大路1丁目1-93
  - ENEOSマスオ商事SS - ガソリンスタンド、奈良県内8店舗を展開。
  - マスオカーズ - 新車・中古車販売、車検整備、鈑金塗装、レンタカー・カーリース。

## 取得できる免許
- 普通自動車第一種
- 普通自動車第二種
- 準中型
- けん引
- 大型自動二輪車
- 普通自動二輪車
- 二等無人航空機操縦士

## 周辺
- 吉田病院
- 奈良市立西大寺北小学校
- 奈良市立伏見中学校
- ならファミリー

## アクセス
- 近鉄奈良線 菖蒲池駅南口から徒歩10分
- 近鉄大和西大寺駅南口から徒歩15分

## グループ会社
マスオグループ
- 株式会社マスオ綜合事務管理センター
- 株式会社砂糖傅増尾商店
- 株式会社奈良自動車学校
- 株式会社フクヤ